# Тодор Йорданов
Тодор Антонов Йорданов е български актьор.

## Биография
Роден е през 1887 г. във Велес, Османска империя. Между 1909 и 1911 г. учи актьорско майсторство при Сава Огнянов. Участва в Балканските и Първата световна войни. Между 1918 и 1920 г. играе в Свободния театър. Бил е на специализация в Генуа през 1920 и 1921 г. В периода 1921-1923 г. е актьор в Народния театър. От 1927 до 1942 г. е инспектор в театъра. Между 1942 и 1950 г. работи в кинематографията, а след това играе в читалищата „Бачо Киро“ и „Червена звезда“. Награждаван е с „Кавалерски кръст“ за гражданска заслуга. Играе в пиесите „Грабването на Сабинянките“, „Малкото кафене“, „Неизвестната“, „Доходно място“, „Принцеса Турандот“.
Умира през 1976 г. в София. В централен държавен архив се пазят негови спомени, снимки, писма – ф. 2078к, 1 опис, 124 а. е.

## Филмография
- Под старото небе (1922)